# Старое Комарно
Старое Комарно — деревня в Удомельском городском округе Тверской области.

## География
Деревня находится в северной части Тверской области на расстоянии приблизительно 25 км на север-северо-запад по прямой от железнодорожного вокзала города Удомля.

## История
Деревня известна с 1478 года как рядок Комарной. В 1859 году учтена как деревня Комарно. Здесь было учтено дворов (хозяйств) 4 (1859 год), 7 (1886), 4 (1911), 8 (1958), 1 (1986), 1 (1999). В 1924 году уже называется Старое Комарно, потому что западнее его появился выселок Новое Комарно. В советский период истории здесь действовали колхозы «Обновленный Труд», «Железно» и им. Коминтерна. До 2015 года входила в состав Котлованского сельского поселения до упразднения последнего. С 2015 года в составе Удомельского городского округа.

## Население
Численность населения: 34 человека (1859 год), 44 (1886), 33 (1911), 32 (1958), 1 (1986), 1 (1999), 2 (русские 100 %) в 2002 году, 0 в 2010.